# لوون وولف (اکلاهما)
لوون وولف(به انگلیسی: Lone Wolf) شهری در ایالت اکلاهما کشور ایالات متحده آمریکا است که جمعیت آن در سرشماری سال ۲۰۱۰ میلادی، ۴۳۸ نفر بوده‌است.